# Бендинский уезд
Бендинский уезд — административная единица в составе Петроковской губернии Российской империи, существовавшая с 1837 года по 1919 год. Административный центр — город Бендин.

## История
Уезд образован в 1837 году в составе Краковской губерний. С 1844 года — в составе Радомской губернии, с 1867 года — во вновь образованной Петроковской губернии.
В деревне Голоног, Бендинского уезда, Петроковской губернии, находились шахты «Франц» и «Мацей», акционерного общества «Лендербанк», которое было создано крупнейшим австрийским банком — «Императорско-Королевский привилегированный австрийский Лендербанк», его ответственным агентом в России, в 1900-х годах, контролирующим их работу был С. О. Конткевич.
В 1919 году уезд вошёл в Келецкое воеводство Польши.

## Население
По переписи 1897 года население уезда составляло 244 433 человек, в том числе в городе Бендин — 23 757 жит.

### Национальный состав
Национальный состав по переписи 1897 года:
- поляки — 210 606 чел. (86,2 %),
- евреи — 25 504 чел. (10,4 %),
- немцы — 3845 чел. (1,6 %),
- русские — 2458 чел. (1,0 %),

## Административное деление
В 1913 году в состав уезда входило 19 гмин: 
| - Бобровники — с. Бобровники, - Влодовице — пос. Влодовице, - Войковице-Косцельне — с. Войковице-Косцельне, - Гзихов — с. Гзихов, - Горна — с. Домброва, - Жарки — пос. Жарки, - Козегловы — д. Козегловки, - Кромолов — д. Заверце, - Лосень — с. Лосень, - Негова — с. Негова, | - Ожаровице — с. Томпковице, - Олькушско-Северская — с. Голоног, - Пинчице — с. Бендуш, - Поремба-Мржиглодзска — с. Поремба-Мржиглодзска, - Рокитно-Шляхетске — с. Лозы, - Рудник-Вельский — пос. Козегловы, - Северж — пос. Северж, - Суликов — с. Мержинцице, - Хоронь — с. Порай. |